# Meesterklasse 1998/99
In der Meesterklasse 1998/99 wurde die 76. niederländische Mannschaftsmeisterschaft im Schach ausgespielt. Niederländischer Mannschaftsmeister wurde Panfox/De Variant Breda, der seinen vierten Titel in Folge gewann.
Zu den gemeldeten Mannschaftskader siehe Mannschaftskader der Meesterklasse 1998/99.

## Modus
Die 10 teilnehmenden Mannschaften spielten in der Vorrunde ein einfaches Rundenturnier. Die beiden Letzten stiegen in die Klasse 1 ab, die ersten Vier qualifizierten sich für das Play-off. Das Play-off wurde im K.-o.-System ausgetragen, es wurden alle vier Plätze ausgespielt.

## Spieltermine
Die Wettkämpfe der Vorrunde wurden ausgetragen am 19. September, 10. Oktober, 7. November, 12. Dezember 1998, 9. Januar, 6. Februar, 6. und 27. März und 24. April 1999. Die Play-off-Wettkämpfe fanden am 13. und 14. Mai 1999 in Breda statt.

## Vorrunde
Schon vor der letzten Runde standen mit dem Titelverteidiger Panfox/De Variant Breda, der Hilversums Schaakgenootschap, Magnus/BSG und dem im Vorjahr aus der Klasse 1 aufgestiegenen ESGOO Enschede die vier Teilnehmer am Play-off fest. Neben Enschede war aus der Klasse 1 DCG Amsterdam aufgestiegen, dieser zog seine Mannschaft allerdings vor Saisonbeginn zurück und war damit erster Absteiger. Außerdem musste die zweite Mannschaft von Panfox/De Variant Breda absteigen.

### Abschlusstabelle
| Pl.  | Verein                                    | Sp | G | U | V | MP   | Brett-P.  |
| ---- | ----------------------------------------- | -- | - | - | - | ---- | --------- |
| 01.  | Panfox/De Variant Breda I. Mannschaft (M) | 8  | 7 | 1 | 0 | 15:1 | 56,0:24,0 |
| 02.  | Hilversums Schaakgenootschap              | 8  | 7 | 0 | 1 | 14:2 | 48,5:31,5 |
| 03.  | Magnus/BSG                                | 8  | 5 | 1 | 2 | 11:5 | 40,0:40,0 |
| 04.  | ESGOO Enschede (N)                        | 8  | 5 | 0 | 3 | 10:6 | 46,0:34,0 |
| 05.  | Utrecht                                   | 8  | 2 | 1 | 5 | 5:11 | 33,5:46,5 |
| 06.  | SV Zukertort Amstelveen                   | 8  | 1 | 3 | 4 | 5:11 | 33,0:47,0 |
| 07.  | SMB Nijmegen                              | 8  | 1 | 2 | 5 | 4:12 | 37,0:43,0 |
| 08.  | Schaakclub Groningen                      | 8  | 1 | 2 | 5 | 4:12 | 34,5:45,5 |
| 09.  | Panfox/De Variant Breda II. Mannschaft    | 8  | 1 | 2 | 5 | 4:12 | 31,5:48,5 |
| 010. | DCG Amsterdam (N)                         | 0  | 0 | 0 | 0 | 0:0  | 0,0:0,0   |

### Entscheidungen
|     | Teilnehmer am Play-off: Panfox/De Variant Breda I. Mannschaft, Hilversums Schaakgenootschap, Magnus/BSG, ESGOO Enschede |
|     | Absteiger in die Klasse 1: Panfox/De Variant Breda II. Mannschaft, DCG Amsterdam (Rückzug vor Saisonbeginn)             |
| (M) | Meister der letzten Saison                                                                                              |
| (N) | Aufsteiger der letzten Saison                                                                                           |

### Kreuztabelle
| Ergebnisse | Ergebnisse                             | 01. | 02. | 03. | 04. | 05. | 06. | 07. | 08. | 09. | 010. |
| ---------- | -------------------------------------- | --- | --- | --- | --- | --- | --- | --- | --- | --- | ---- |
| 01.        | Panfox/De Variant Breda I. Mannschaft  |     | 7½  | 7   | 6½  | 8½  | 8½  | 5   | 7   | 6   |      |
| 02.        | Hilversums Schaakgenootschap           | 2½  |     | 7   | 6   | 7   | 8   | 5½  | 7   | 5½  |      |
| 03.        | Magnus/BSG                             | 3   | 3   |     | 6   | 5½  | 5½  | 6   | 6   | 5   |      |
| 04.        | ESGOO Enschede                         | 3½  | 4   | 4   |     | 6   | 5½  | 7   | 8   | 8   |      |
| 05.        | Utrecht                                | 1½  | 3   | 4½  | 4   |     | 5   | 5½  | 2   | 8   |      |
| 06.        | SV Zukertort Amstelveen                | 1½  | 2   | 4½  | 4½  | 5   |     | 5½  | 5   | 5   |      |
| 07.        | SMB Nijmegen                           | 5   | 4½  | 4   | 3   | 4½  | 4½  |     | 5   | 6½  |      |
| 08.        | Schaakclub Groningen                   | 3   | 3   | 4   | 2   | 8   | 5   | 5   |     | 4½  |      |
| 09.        | Panfox/De Variant Breda II. Mannschaft | 4   | 4½  | 5   | 2   | 2   | 5   | 3½  | 5½  |     |      |
| 10.        | DCG Amsterdam                          |     |     |     |     |     |     |     |     |     |      |

## Play-off

### Übersicht
|  | Halbfinale                   | Halbfinale                   |                |    | Finale | Finale |
|  |                              |                              |                |    |        |        |
|  | Panfox/De Variant Breda      | 8                            |                |    |        |        |
|  | ESGOO Enschede               | 2                            |                |    |        |        |
|  |                              |                              |                |    |        |        |
|  |                              |                              |                |    |        |        |
|  | Panfox/De Variant Breda      | 6½                           |                |    |        |        |
|  |                              | Hilversums Schaakgenootschap | 3½             |    |        |        |
|  |                              |                              |                |    |        |        |
|  | 3. Platz                     |                              |                |    |        |        |
|  |                              |                              | ESGOO Enschede | 5½ |        |        |
|  | Hilversums Schaakgenootschap | 6                            | Magnus/BSG     | 4½ |        |        |
|  | Magnus/BSG                   | 4                            |                |    |        |        |

### Halbfinale
Im Halbfinale trafen in einem Wettkampf der Vorrunde-Vierte Enschede auf den Vorrunden-Sieger Breda und im anderen Wettkampf mit Hilversum und Bussum der Zweite und Dritte der Vorrunde aufeinander. Während sich Breda deutlich durchsetzte, fiel der Sieg Hilversums nur knapp aus.
| Panfox/De Variant Breda | ESGOO              | Ergebnis |
| ----------------------- | ------------------ | -------- |
| Loek van Wely           | Michael Hoffmann   | 1:0      |
| Michael Adams           | Daniel Hausrath    | ½:½      |
| Ivan Sokolov            | Marcel Beulen      | 1:0      |
| Joël Lautier            | Christof Sielecki  | 1:0      |
| Michail Gurewitsch      | Oscar Lemmers      | 1:0      |
| Rafael Vaganian         | Dirk Hennig        | ½:½      |
| Julian Hodgson          | Konstantin Konson  | 1:0      |
| John van der Wiel       | Frank Kroeze       | ½:½      |
| Albert Blees            | Gerhard Schebler   | ½:½      |
| Erik van den Doel       | Michiel van Wissen | 1:0      |

| Hilversum SG         | Magnus/BSG           | Ergebnis |
| -------------------- | -------------------- | -------- |
| Jeroen Piket         | Dimitri Reinderman   | ½:½      |
| Ljubomir Ljubojević  | Jeroen Bosch         | 0:1      |
| Paul van der Sterren | Igor Glek            | ½:½      |
| Joris Brenninkmeijer | Alexei Barsov        | 0:1      |
| Ian Rogers           | Hans Ree             | 1:0      |
| Friso Nijboer        | Kick Langeweg        | 1:0      |
| Zsófia Polgár        | Eugene Rebers        | 1:0      |
| Xie Jun              | Li Riemersma         | 1:0      |
| Henk Vedder          | Henk van der Poel    | ½:½      |
| Rudy Douven          | Alan van der Heijden | ½:½      |

### Finale und Spiel um Platz 3
Während sich im Spiel um Platz 3 ESGOO mit einem knappen 5½:4½ für die Vorrundenniederlage revanchierte, verteidigte Breda in der Neuauflage des Vorjahresfinales mit einem 6½:3½ den Titel.
| Panfox/De Variant Breda | Hilversum SG         | Ergebnis |
| ----------------------- | -------------------- | -------- |
| Michael Adams           | Dennis de Vreugt     | 1:0      |
| Loek van Wely           | Jeroen Piket         | 1:0      |
| Jan Timman              | Ljubomir Ljubojević  | ½:½      |
| Joël Lautier            | Henk Vedder          | 1:0      |
| Ivan Sokolov            | Xie Jun              | 1:0      |
| Rafael Vaganian         | Paul van der Sterren | ½:½      |
| Michail Gurewitsch      | Friso Nijboer        | 0:1      |
| Erik van den Doel       | Zsófia Polgár        | ½:½      |
| Julian Hodgson          | Ian Rogers           | ½:½      |
| John van der Wiel       | Joris Brenninkmeijer | ½:½      |

| ESGOO              | Magnus/BSG           | Ergebnis |
| ------------------ | -------------------- | -------- |
| Marcel Beulen      | Igor Glek            | 0:1      |
| Frank Kroeze       | Alexei Barsov        | ½:½      |
| Gerhard Schebler   | Dimitri Reinderman   | ½:½      |
| Michael Hoffmann   | Jeroen Bosch         | ½:½      |
| Daniel Hausrath    | Li Riemersma         | ½:½      |
| Oscar Lemmers      | Hans Ree             | 1:0      |
| Christof Sielecki  | Kick Langeweg        | 1:0      |
| Dirk Hennig        | Henk van der Poel    | ½:½      |
| Michiel van Wissen | Alan van der Heijden | ½:½      |
| Konstantin Konson  | Eugene Rebers        | ½:½      |

### Entscheidungen
|  | Niederländischer Mannschaftsmeister: Panfox/De Variant Breda |

## Die Meistermannschaft
| 1.            | Panfox/De Variant Breda |
| Schachfiguren | Michael Adams, Ivan Sokolov, Jan Timman, Loek van Wely, Michail Gurewitsch, Rafael Vaganian, Julian Hodgson, Joël Lautier, John van der Wiel, Erik van den Doel, Frans Cuijpers, Albert Blees, Johannes van Mil, Manuel Bosboom, Marinus Kuijf, Jop Delemarre, Ruud Janssen, Jeroen Willemze, Eddy van Beers, Dick de Wit, Jaap Vogel, Rex van Dijken. |